# Рева Юрій Андрійович
Ю́рій Андрі́йович Ре́ва (26 березня 1961, м. Запоріжжя, Українська РСР — 2 лютого 2017, смт Луганське, Бахмутський район, Донецька область, Україна) — український військовик, старший солдат Збройних сил України, учасник російсько-української війни.

## Життєпис
Народився 1961 року в місті Запоріжжя. До 1982 року проходив службу в Збройних силах СРСР на посаді стрільця. Працював майстром з водіння.
У зв'язку з російською збройною агресією проти України був призваний за частковою мобілізацією, брав участь в антитерористичній операції. 30 вересня 2016 року продовжив службу за контрактом.
Старший солдат, гранатометник 2-го механізованого відділення 2-го механізованого взводу 1-ї механізованої роти 1-го механізованого батальйону 54-ї окремої механізованої бригади, в/ч пп В2970, м. Бахмут.
Загинув 2 лютого 2017 близько 13:55 під час мінометного обстрілу взводного опорного пункту в районі селища Луганське на «Світлодарській дузі», від осколкового поранення внаслідок розриву міни калібром 120 мм, що влучила у бліндаж.
Похований 5 лютого на кладовищі Святого Миколая у Запоріжжі.
Залишилися мати, брат, дружина та двоє дітей, — син і донька.

## Нагороди
- Указом Президента України від 11 жовтня 2017 року № 318/2017, «за особисту мужність і самовіддані дії, виявлені у захисті державного суверенітету та територіальної цілісності України, зразкове виконання військового обов'язку», нагороджений орденом «За мужність» III ступеня (посмертно)[4].
- Розпорядженням голови Запорізької обласної ради від 21 червня 2017 року № 180-н, «за особисту мужність та героїзм, проявлені у захисті державного суверенітету та територіальної цілісності України, вірність військовій присязі», нагороджений орденом «За заслуги перед Запорізьким краєм» III ступеня (посмертно)[5].